# نورس رمادي الرأس

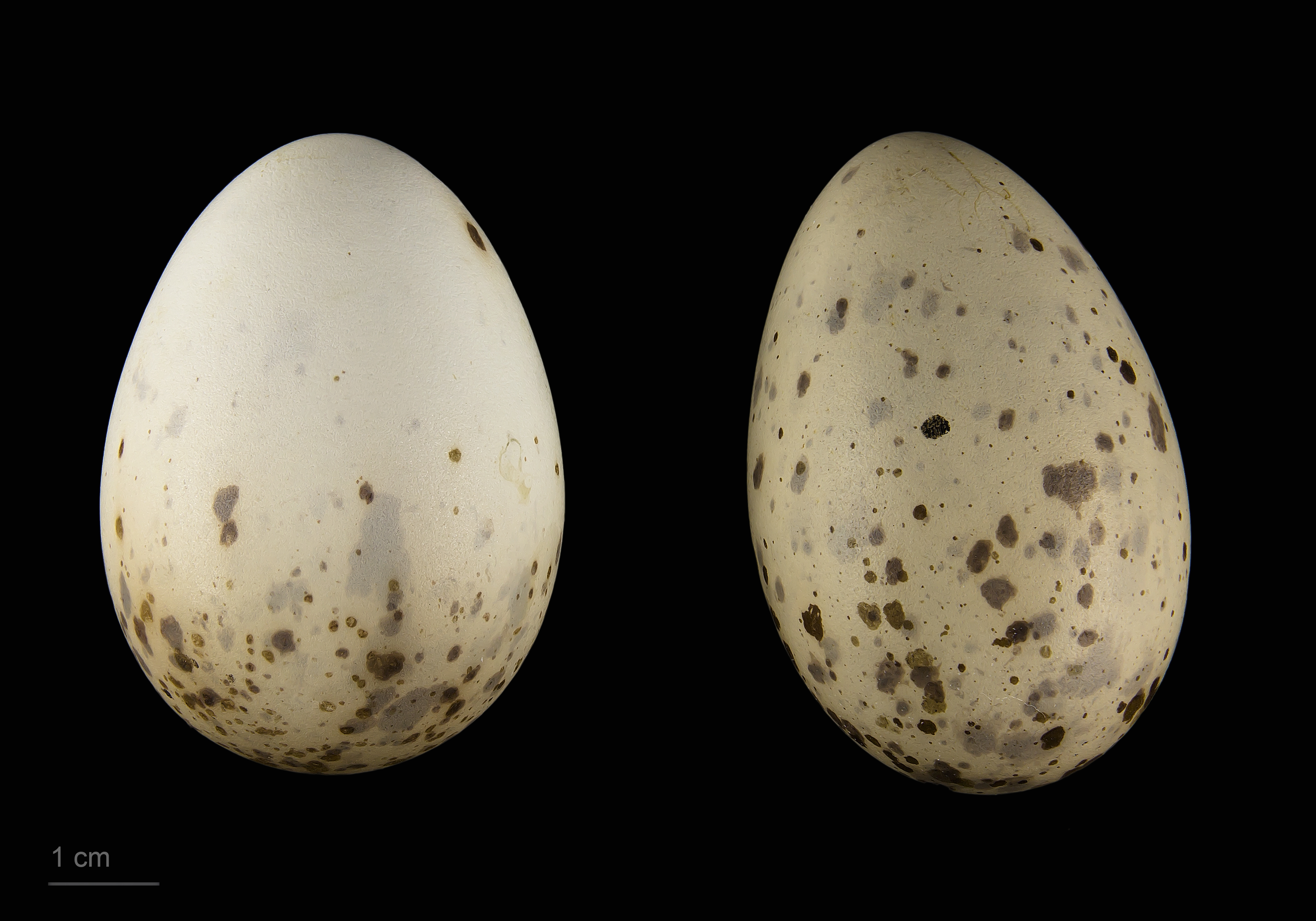
Chroicocephalus cirrocephalus

نورس رمادي الرأس (الاسم العلمي: Larus cirrocephalus) (بالإنجليزية: Grey-headed Gull)‏ هو نوع من الطيور يتبع جنس النورس من الفصيلة النورسية.